# Vintertjärnen (Ljusdals socken, Hälsingland, 689636-150714)
Vintertjärnen är en sjö i Ljusdals kommun i Hälsingland och ingår i Delångersåns huvudavrinningsområde.